# Hrvoje Sep
Hrvoje Sep (* 26. Februar 1986 in Vinkovci) ist ein kroatischer Profiboxer im Halbschwergewicht.

## Amateurkarriere
Hrvoje Sep wurde 2008, 2009, 2010, 2013, 2014 und 2016 Kroatischer Meister im Halbschwergewicht, gewann 2009 eine Bronzemedaille bei der EU-Meisterschaft in Odense und siegte in der Vorrunde der Weltmeisterschaft 2009 in Mailand gegen Sjarhej Karnejeu, ehe er gegen Jeysson Monroy ausschied.
Nachdem er bei der Europameisterschaft 2010 in Moskau gegen Artur Beterbijew unterlegen war, gewann er bei der Europameisterschaft 2011 in Ankara eine Bronzemedaille; nach drei Siegen, darunter im Viertelfinale gegen Abdelkader Bouhenia, war er im Halbfinale gegen Nikita Iwanow ausgeschieden. Bei der anschließenden Weltmeisterschaft 2011 in Baku verlor er in der Vorrunde gegen Džemal Bošnjak.
2013 unterlag er bei der Europameisterschaft in Minsk im Viertelfinale gegen Sjarhej Nowikau und bei der Weltmeisterschaft in Almaty in der Vorrunde gegen Alaaldin Ghossoun.
2015 gewann er erneut eine Bronzemedaille bei der Europameisterschaft in Samokow, nachdem er durch einen Sieg gegen Radoslaw Pantalejew das Halbfinale erreicht und dort gegen Joe Ward verloren hatte. Bei der folgenden Weltmeisterschaft in Doha schlug er Juan Carrillo und Aaron Spagnola, ehe er im Viertelfinale gegen Julio César La Cruz ausschied.
Sep boxte zudem in der World Series of Boxing (WSB) und gewann bereits in der ersten Saison 2010/11 mit Paris United den WSB-Titel, wobei er den Titelgewinn 2012/13 und 2014/15 mit dem Team Astana Arlans wiederholte. In der WSB-Individualwertung 2015 belegte er nach sechs Siegen und einer Niederlage den zweiten Platz und qualifizierte sich damit für die Olympischen Spiele 2016 in Rio de Janeiro, wo er mit einem Sieg gegen Abdelrahman Oraby sowie einer Niederlage im Achtelfinale gegen Michel Borges einen neunten Platz erreichte.

## Profikarriere
Sein Profidebüt gewann er am 22. April 2017 bei der Final Fight Championship (FFC) in Ljubljana.